# Ciumbrud, Alba

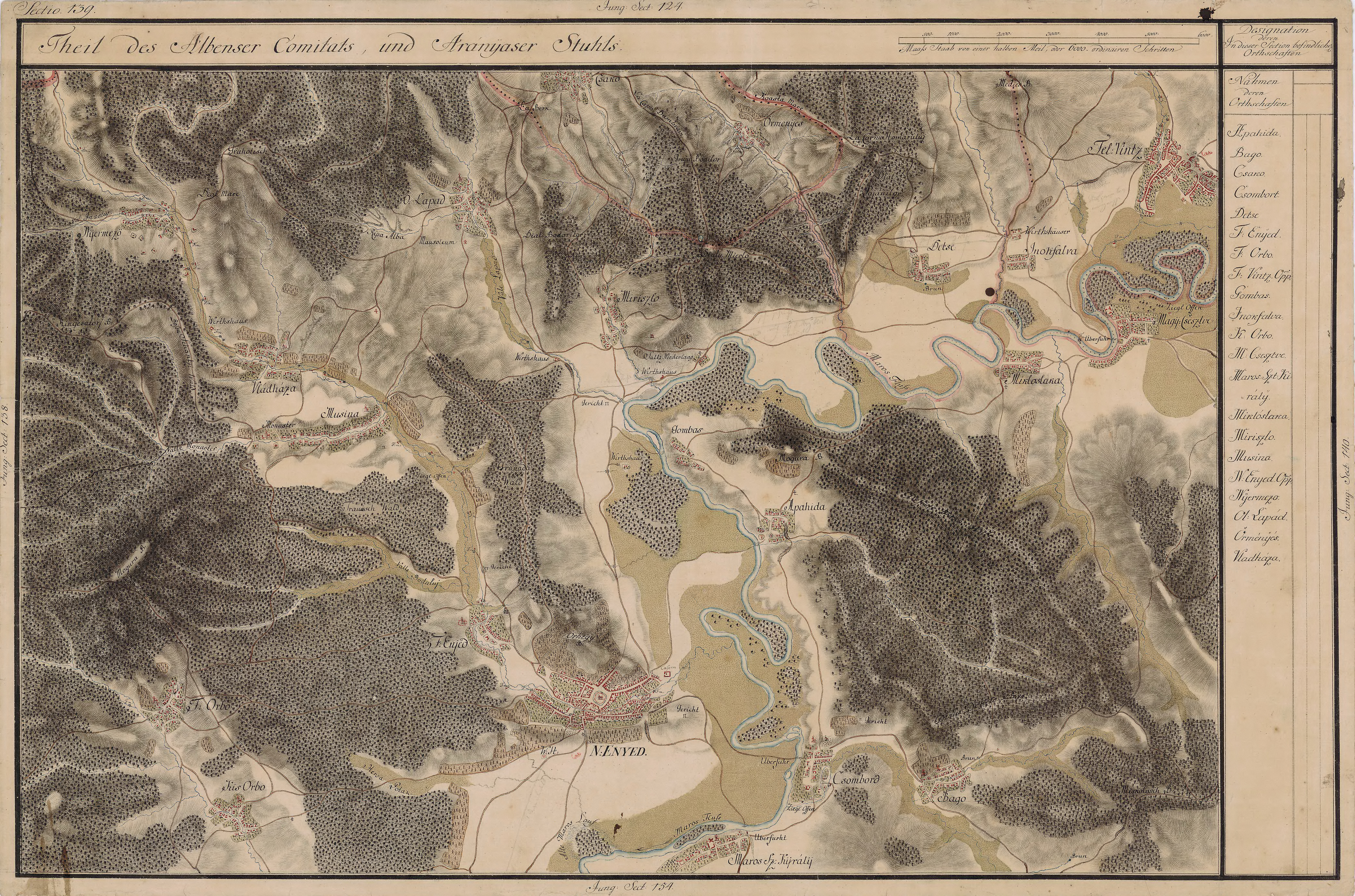
Ciumbrud (Csombord) pe Harta Iosefină a Transilvaniei,
1769-1773 (Sectio 139)

Ciumbrud (in maghiară Csombord, in germană Poley) este un sat ce aparține municipiului Aiud din județul Alba, Transilvania, România.

## Istoric
Pe Harta Iosefină a Transilvaniei din 1769-1773 (Sectio 139) localitatea apare sub numele de „Csombord”. În extravilanul nordic al satului pe această veche hartă este notat locul unde în trecut  condamnații erau pedepsiți corporal pentru faptele lor, inclusiv prin spânzurare (Gericht). În sudul satului exista un cuptor de ars țigle și cărămizi (Ziegl Offen).

## Patrimoniu
Biserica reformată-calvină din Ciumbrud este înscrisă pe lista monumentelor istorice din județul Alba.

## Obiectiv memorial
Monumentul Eroilor Români din Primul și Al Doilea Război Mondial. Monumentul comemorativ a fost ridicat în anul 1948, în memoria eroilor români căzuți în Primul și Al Doilea Război Mondial. Acesta este amplasat în centrul localității, are o înălțime de 4,8 m, fiind realizat din calcar și ciment, iar împrejmuirea este asigurată de un gard din fier, cu stâlpi de beton. Pe placa de marmură, aflată pe fațadă, este un înscris comemorativ: „ÎN MEMORIA EROILOR CĂZUȚI PENTRU ELIBERAREA PATRIEI“.

## Imagini

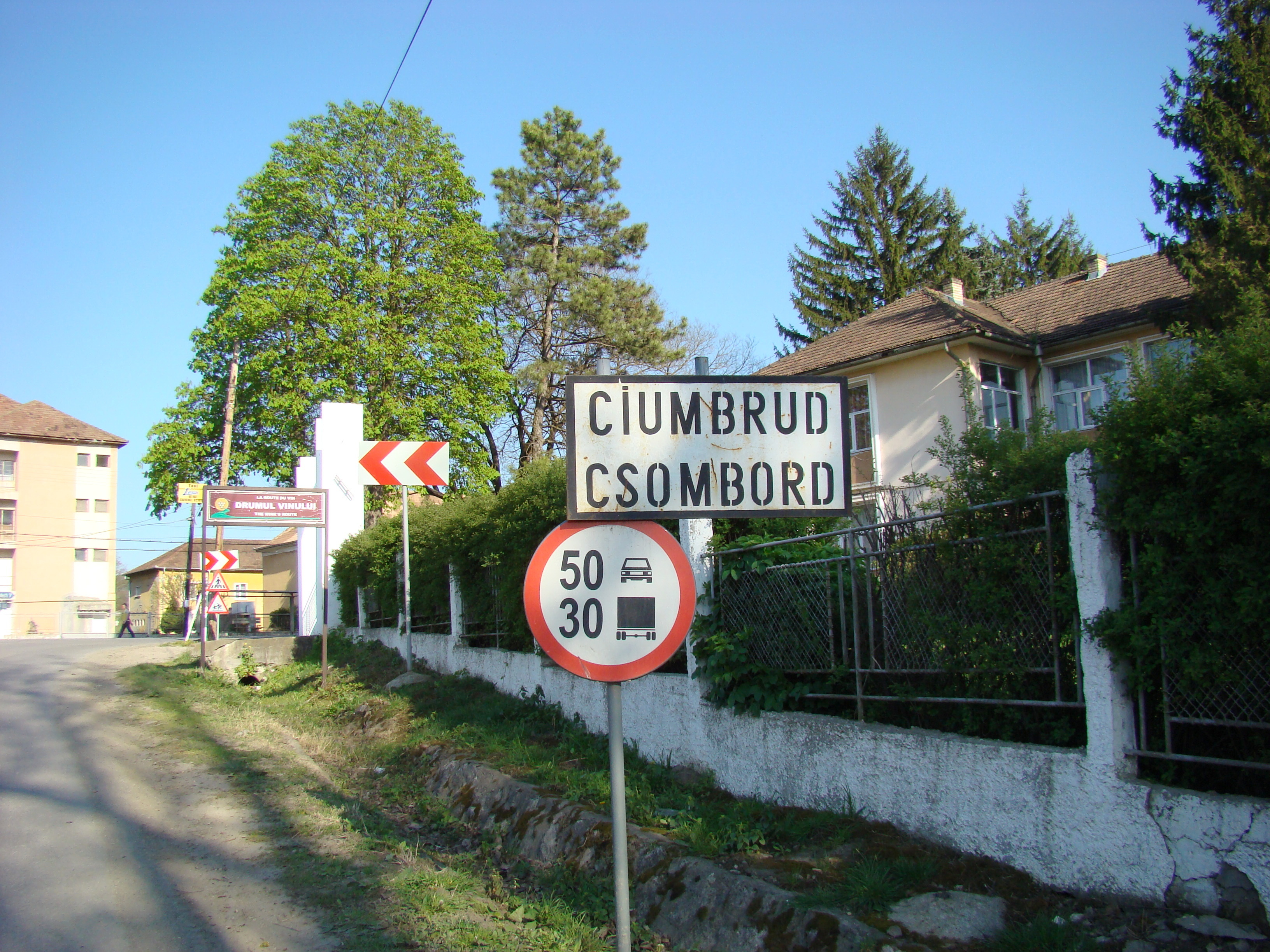
Intrarea în localitate
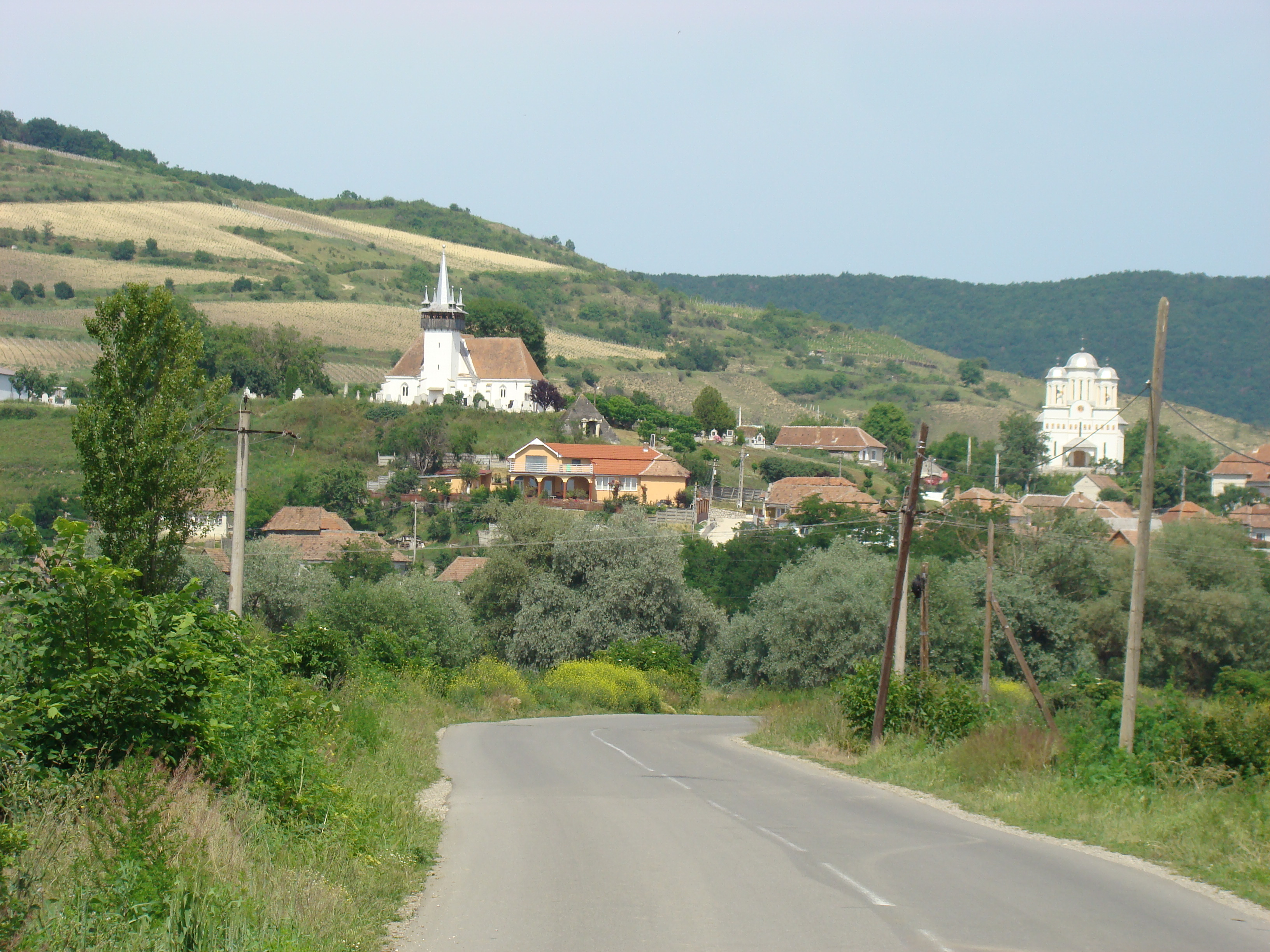
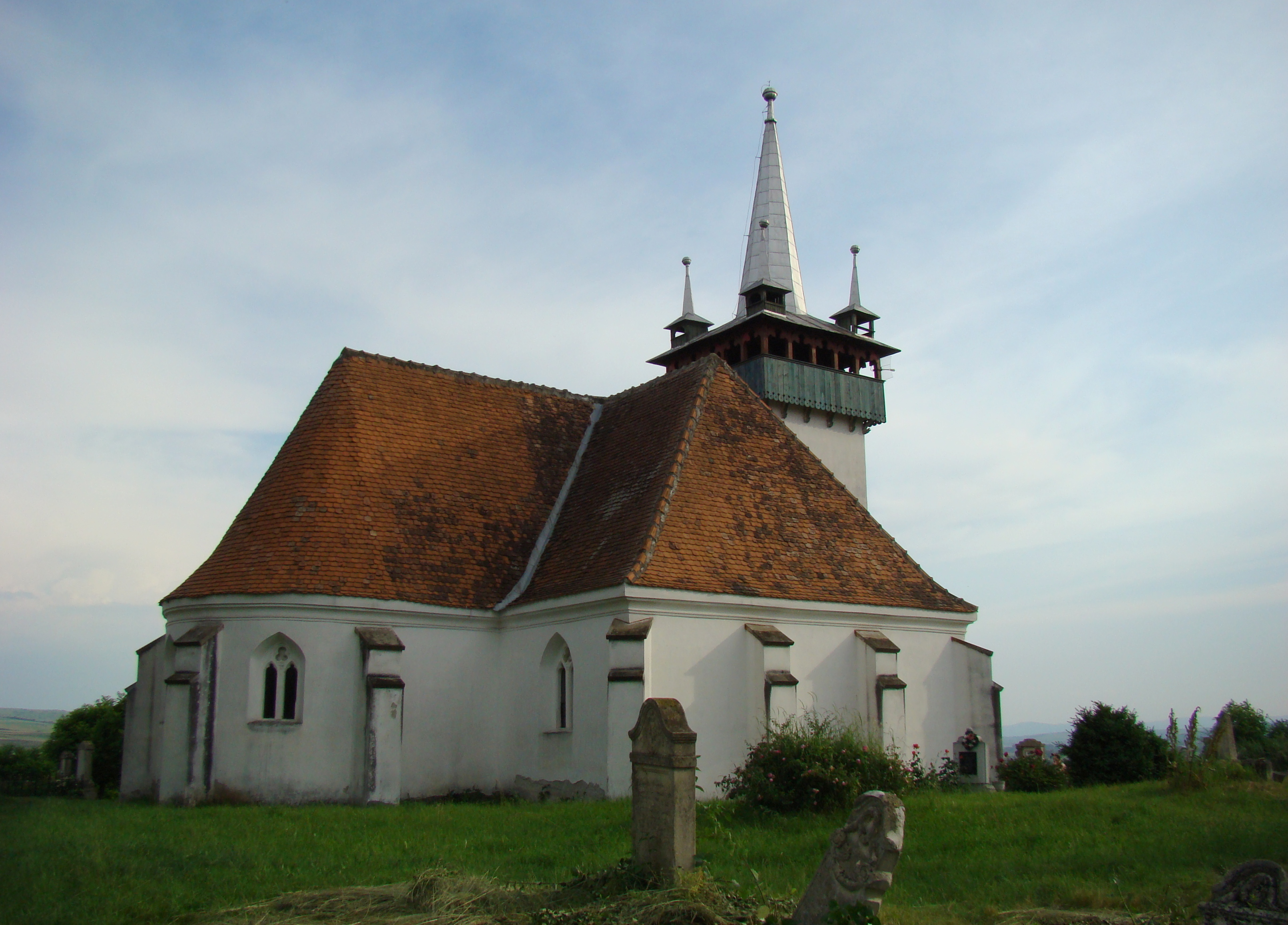
Biserica reformată (monument istoric)
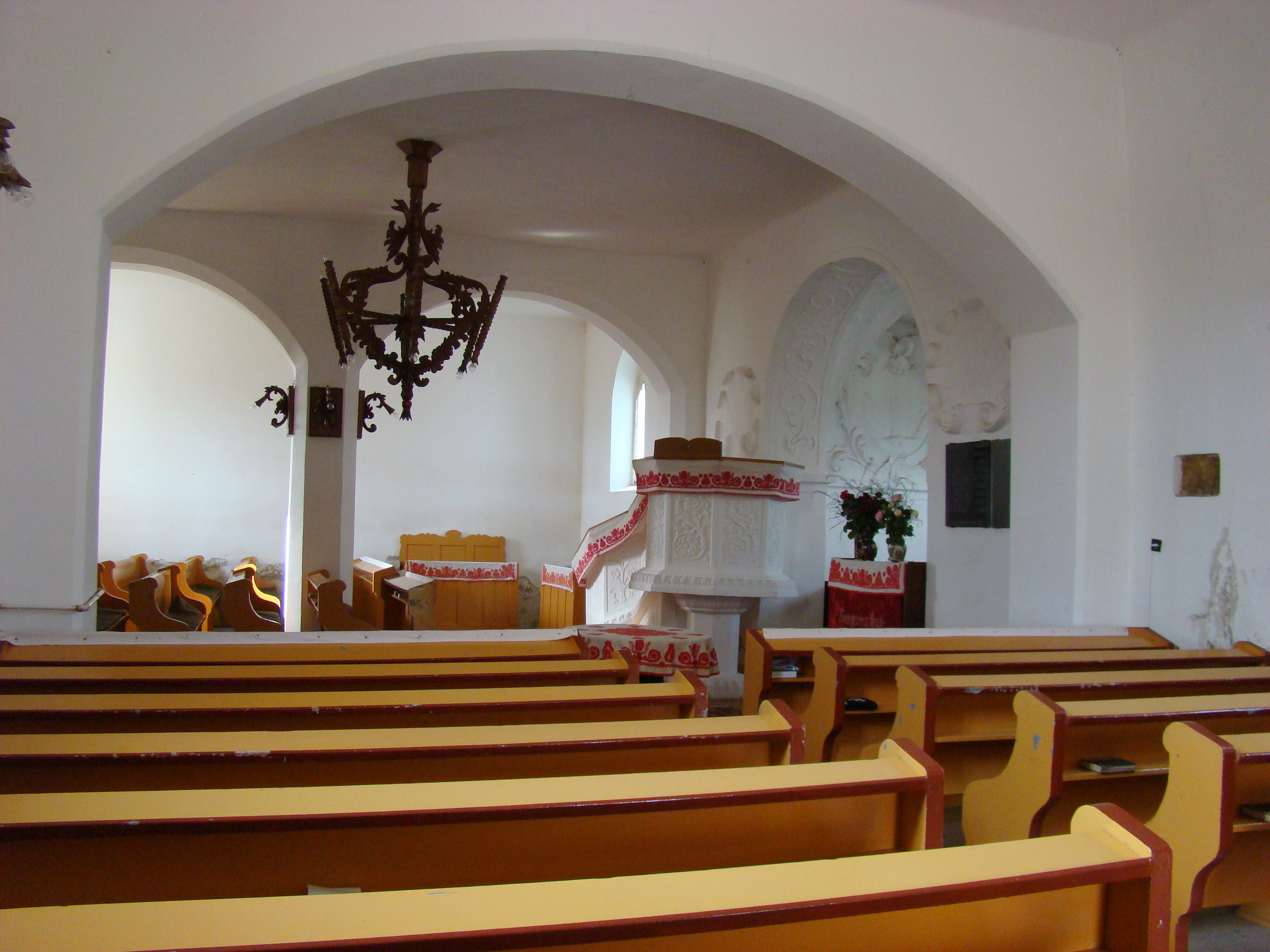
Biserica reformată (monument istoric)
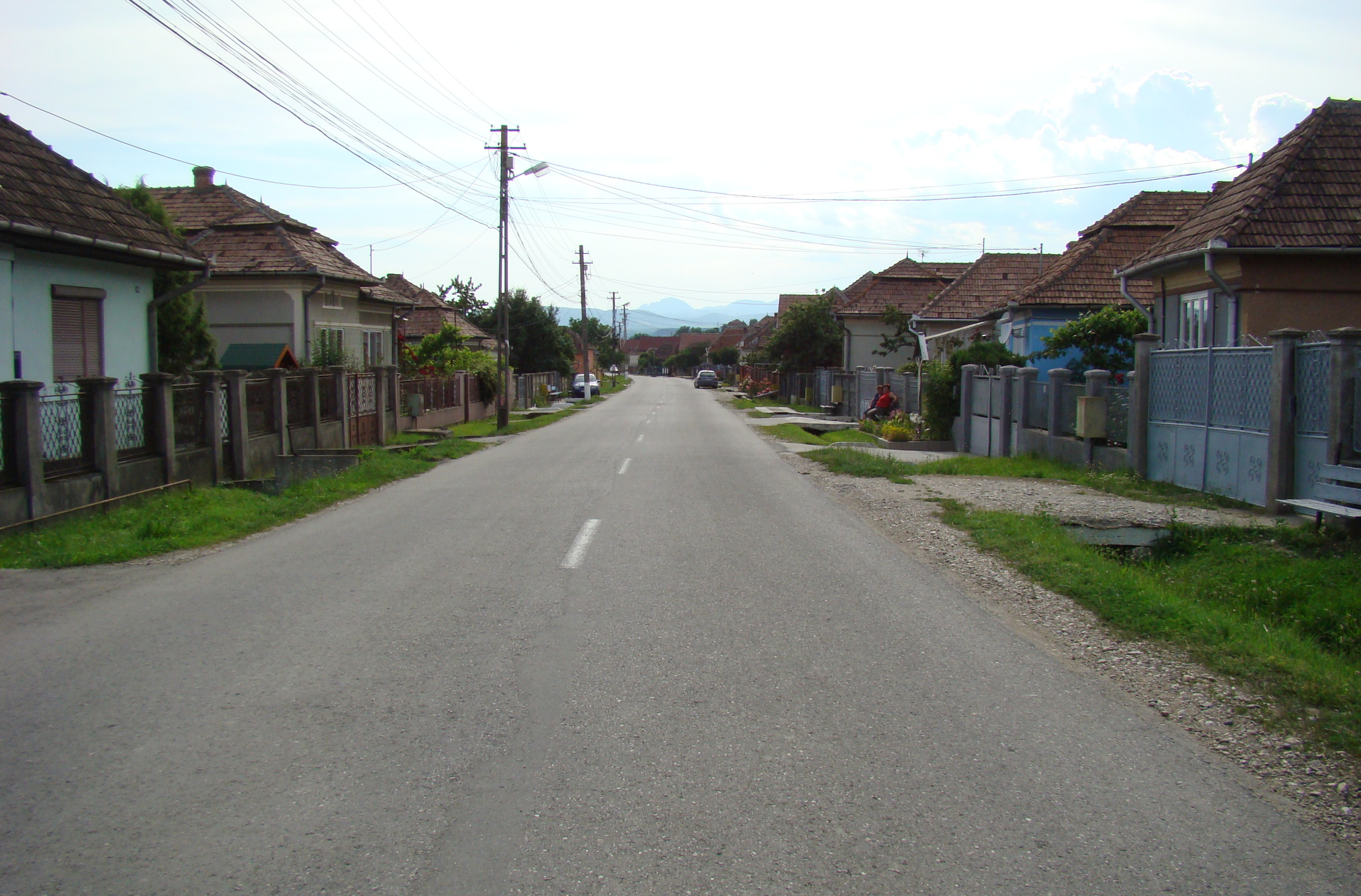
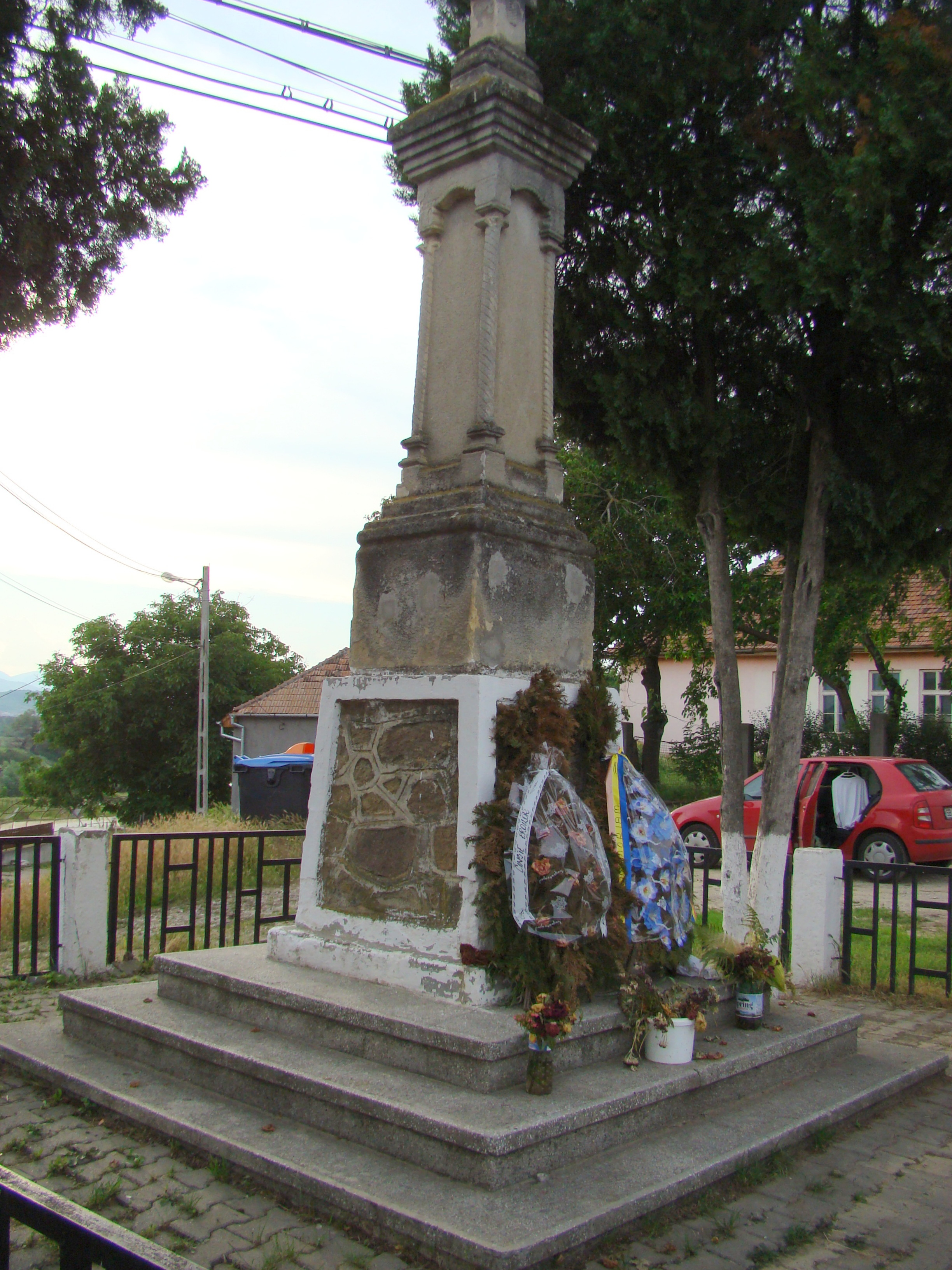
Monumentul Eroilor
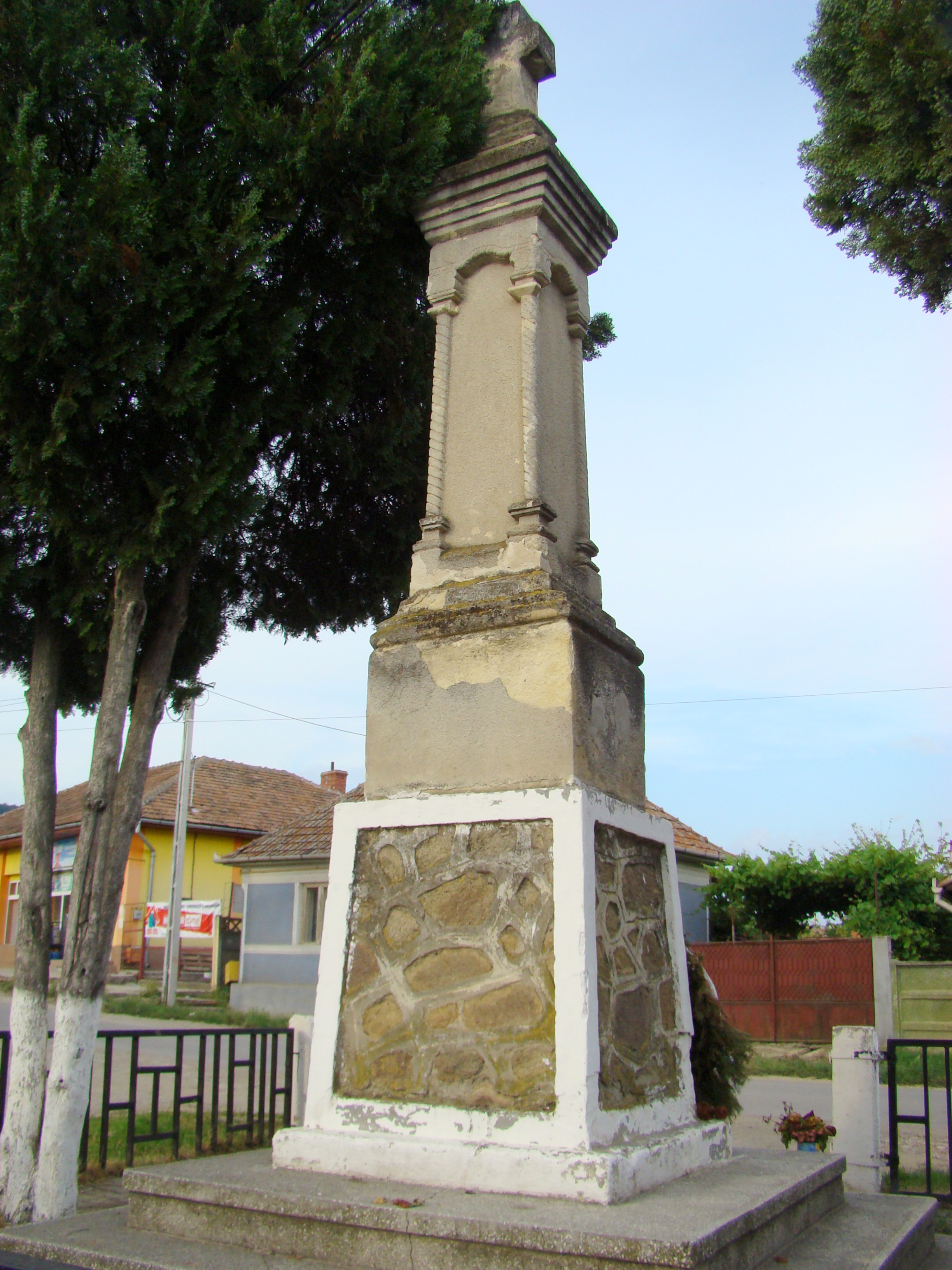
Monumentul Eroilor
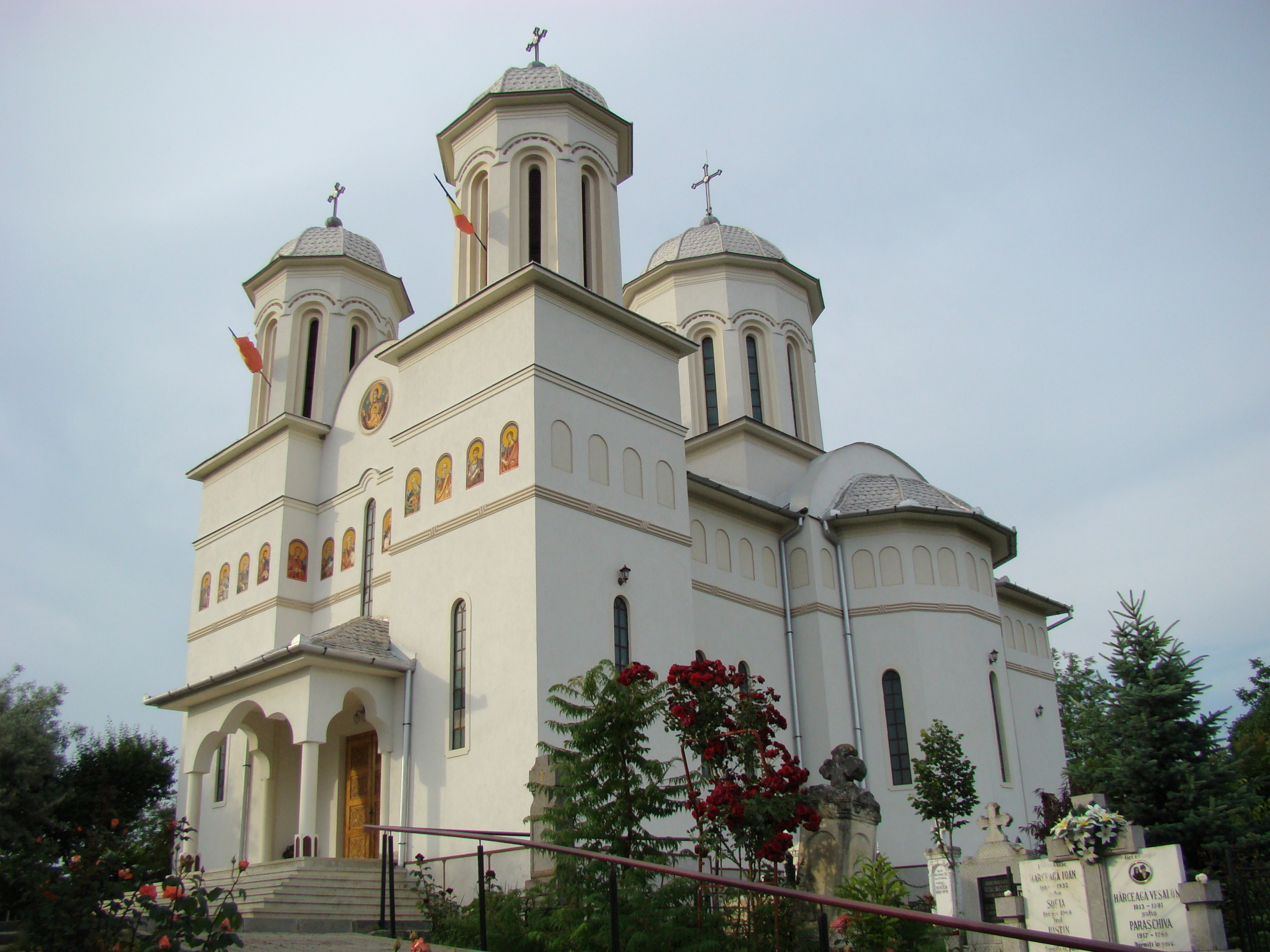
Biserica ortodoxă cu hramul „Nașterea Maicii Domnului”
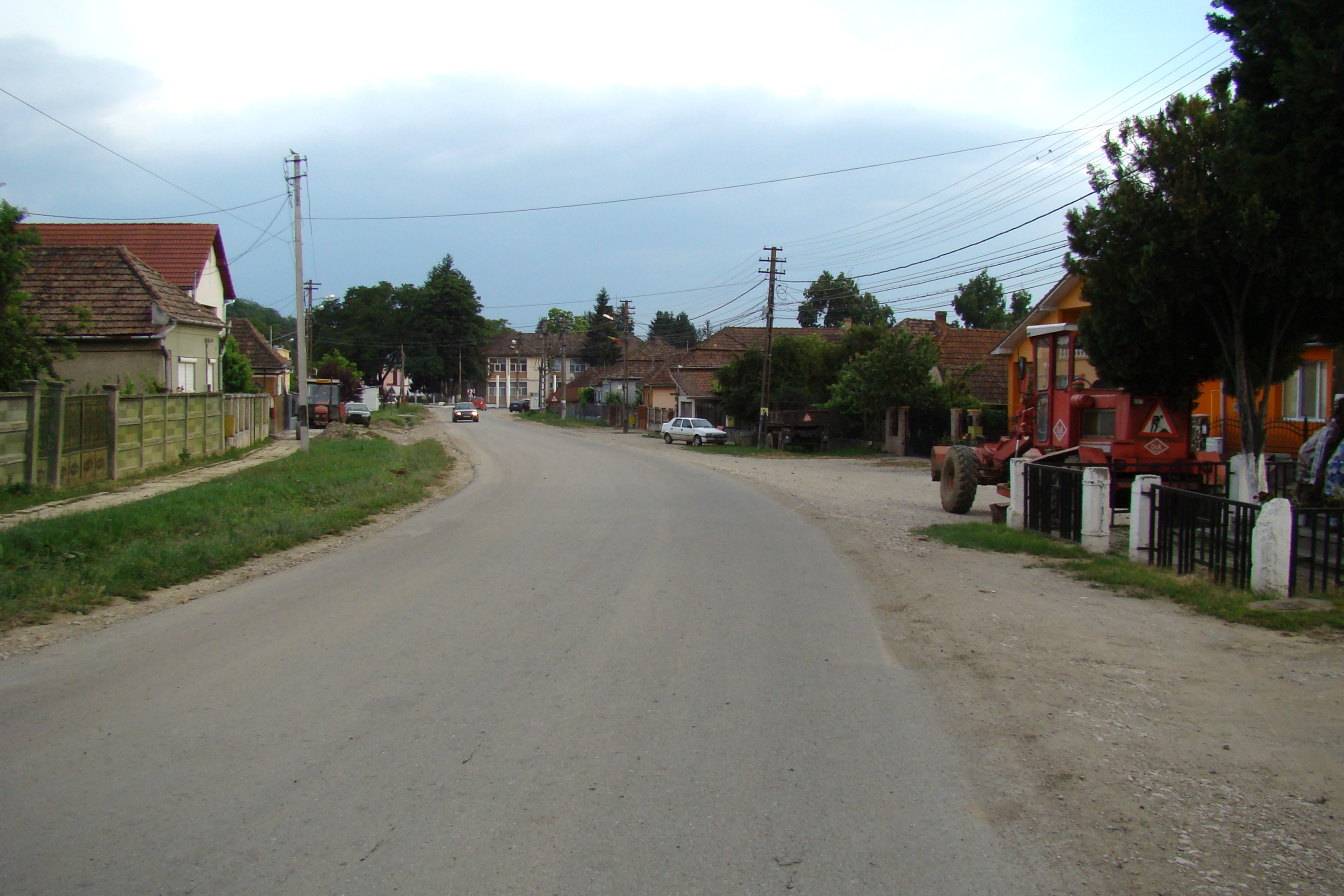
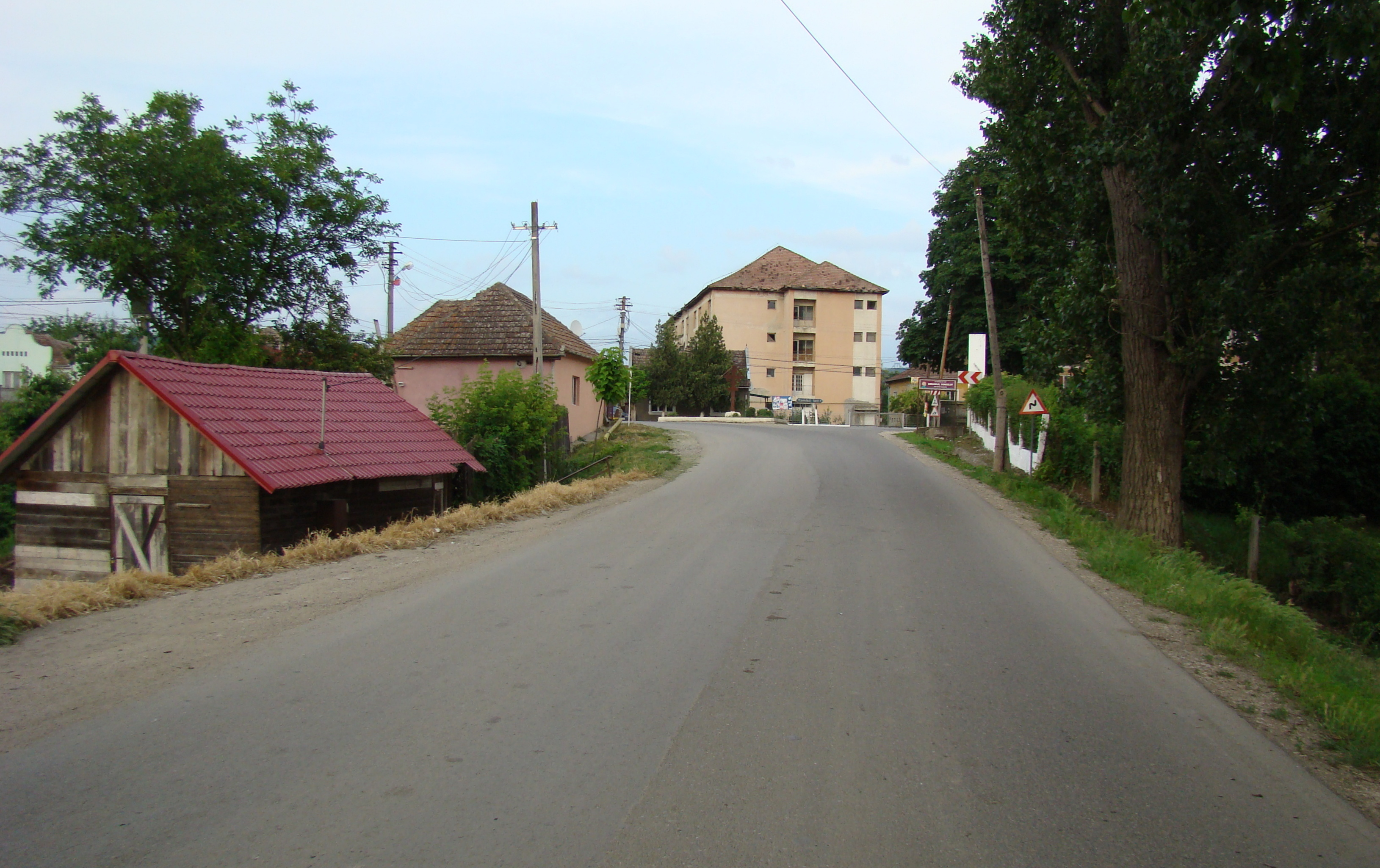
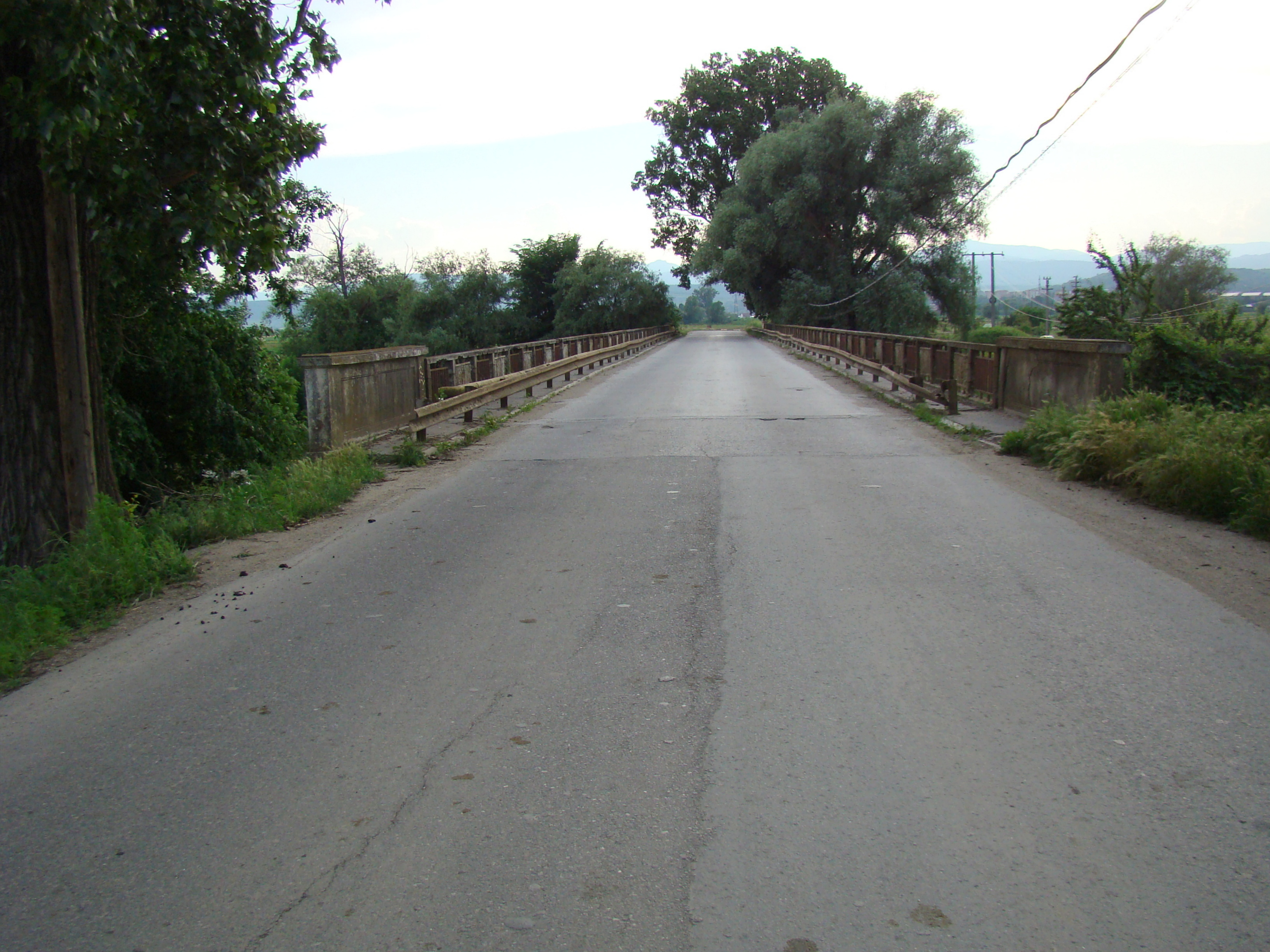
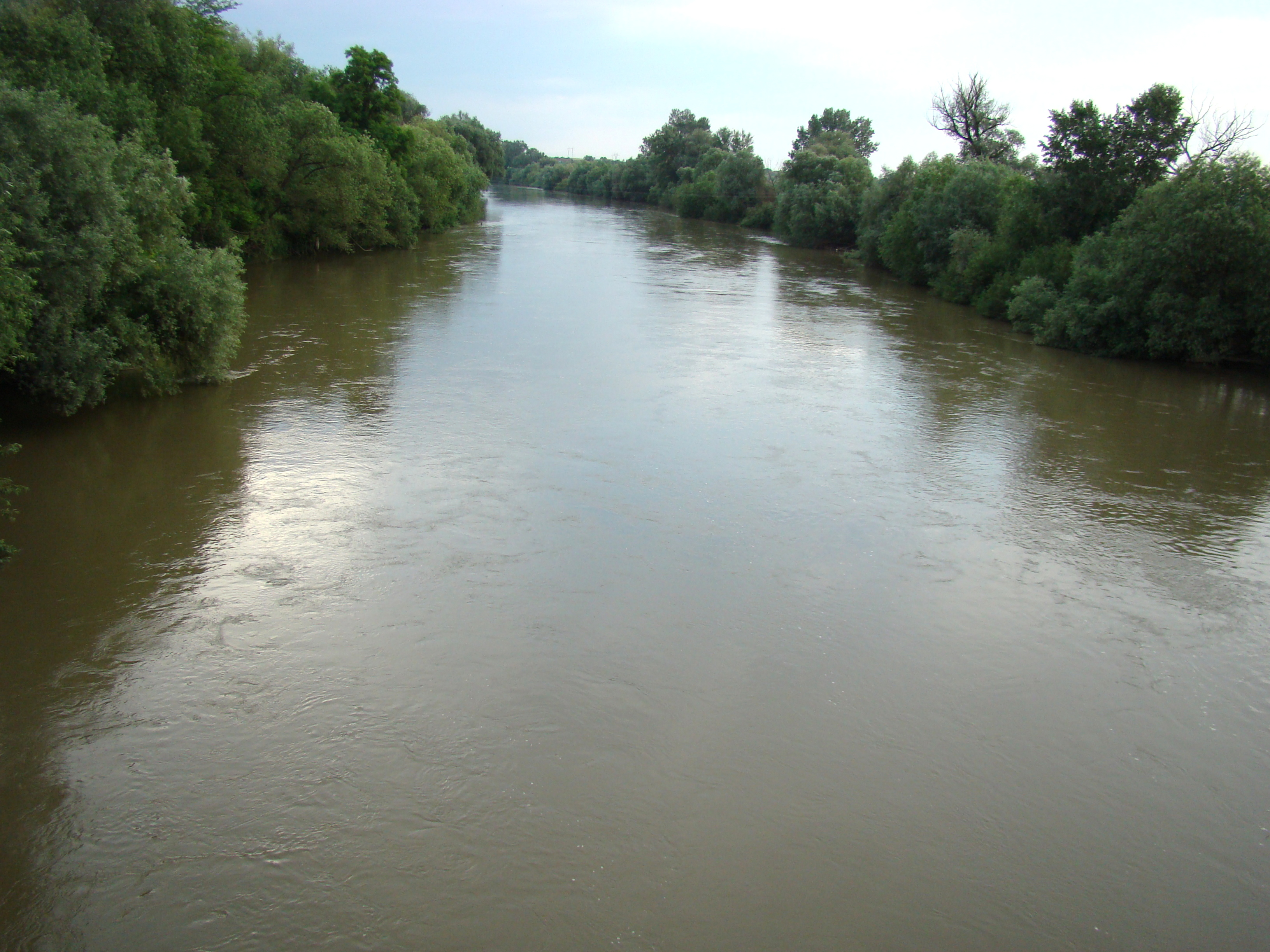
Râul Mureș la Ciumbrud